# Астрида
Астрида (на гръцки: Αστρίδα, катаревуса: Αστρίς, Астрис) е село в Гърция, дем Тасос, административна област Източна Македония и Тракия. Според преброяването от 2001 година има 129 жители.

## География
Селището е разположено в южната част на острова, на около 20 km южно от град Тасос. Селото се намира на 68 метра надморска височина.
Плажът Астрида е разположен югозападно от селото. Плажната ивица е със ситен пясък и плитък бряг. Плажът не е организиран и тихо и спокойно място. До него от западната му страна е разположен малкият плаж „Света Параскева“.

## История
За пръв път се появява в гръцките преброявания в 1940 година, когато е отбелязано със 17 жители. Заради хубавите условия, туризмът се разраства по време на Втората световна война и жителите на селото се увеличават, идващи глвано от близкото село Теологос. Първоначално там са изградени колиби, за да могат по-отблизо да се обработват земите, предимно заети с маслинени дървета и кошери пчели.
| Година    | 1913 | 1920 | 1928 | 1940 | 1951 | 1961 | 1971 | 1981 | 1991 | 2001 | 2011 | 2021 |
| --------- | ---- | ---- | ---- | ---- | ---- | ---- | ---- | ---- | ---- | ---- | ---- | ---- |
| Население |      |      |      | 17   | 83   | 56   | 62   | 65   | 103  | 129  | 51   | 41   |